# Parque natural Aguas de Ramón
El Parque Natural Aguas de Ramón se ubica en la Región Metropolitana de Santiago, Chile. Abarca 3620 ha, en un sector cordillerano, en los límites de las comunas de La Reina y Las Condes, donde se puede apreciar el estero de Ramón, bosques esclerófilos y matorral.
El Parque cuenta con un centro de educación e información ambiental donde se realizan visitas educativas.

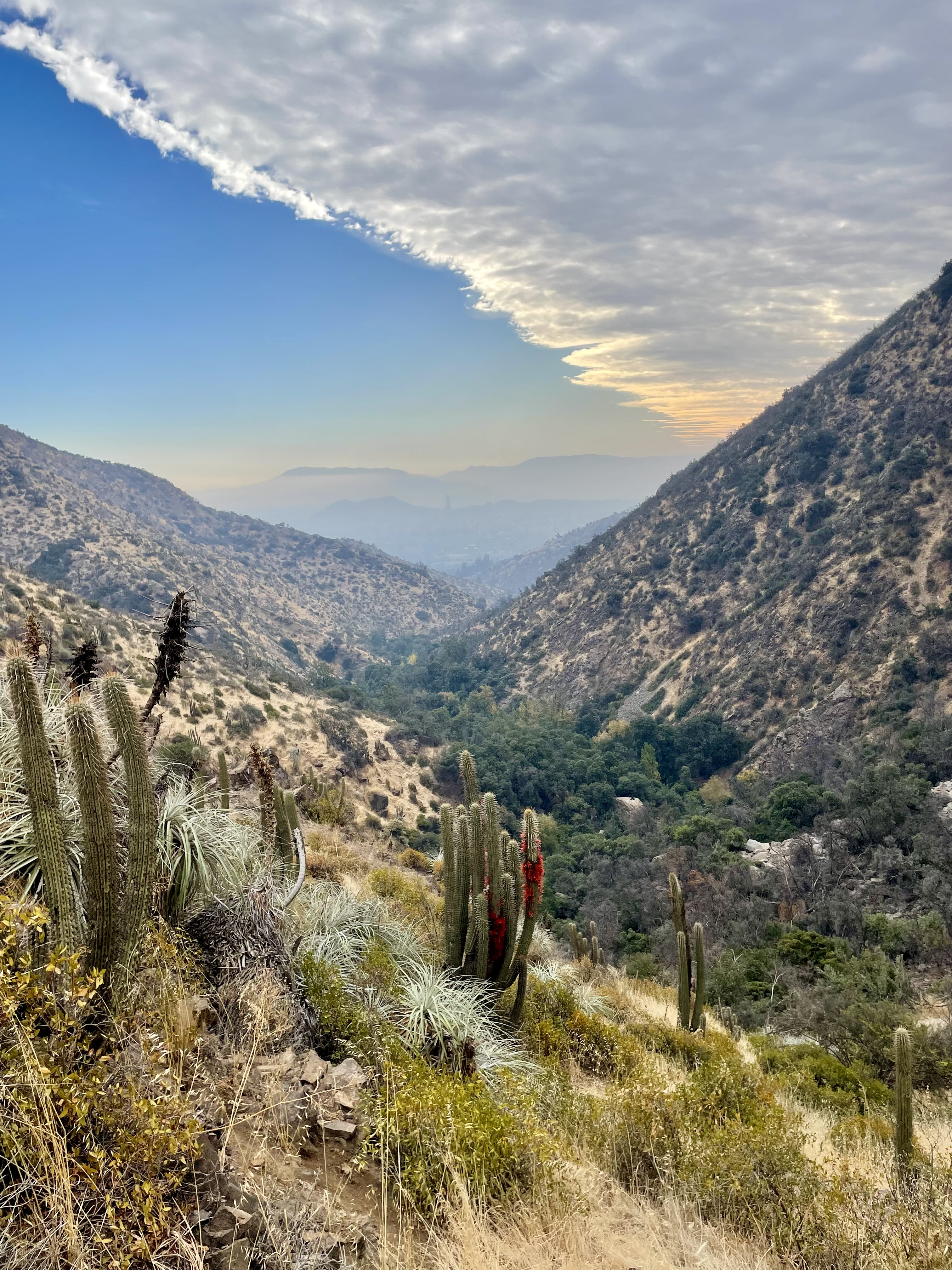
Parque Natural Aguas de Ramon

## Senderos
Existen diferentes senderos con diferentes niveles de dificultad:
1. El canto del agua es el recorrido de distancia más corta, consiste en una caminata corta que se realiza en menos de media hora desde la entrada del parque. Es ideal para ir en familia, sobre todo para disfrutar con los niños de una caminata y picinic, ya que cuenta con zonas habilitadas junto al estero. Altitud máxima 862 m s. n. m. Desnivel total 30 m.
2. La ruta paleontológica de dificultad media-baja tiene una duración de una hora y media y una extensión de 3,7km. El nombre de este sendero se debe a que durante la caminata se recorre el lugar donde fueron descubiertos los restos paleontológicos del Gonfoterio Stegomastodon. Altitud máxima 1030 m s. n. m. Desnivel total 200 m.
3. En tercer lugar un recorrido de dificultad media, el sendero Los Peumos, cuya longitud es de 6,5 km y que se puede realizar en un poco más de cuatro horas. El sendero se interna en el valle pasando por un bosque esclerófilo, además al final de la ruta se accede a pequeñas cascadas y pozones en medio de un bosque de Peumos. Desnivel total 270 m.
4. Por último, el sendero Salto de Apoquindo, con dificultad media-alta tiene una extensión de 17,5km y en promedio uno tarda 7 horas en realizar la ruta completa. Es una caminata exigente con bosques únicos y miradores con excelentes vistas, al final de la ruta se encuentra la bella cascada de 30m. que nace del Cerro Provincia. Desnivel total 814m. Como requisito de seguridad sólo es permitido el ingreso a este sendero a personas mayores de 15 años.

Es altamente recomendable, especialmente para los senderos Los Peumo y Salto de Apoquindo, contar con provisiones de agua y alimentos, en particular para los meses de verano. Asimismo, para quienes no practiquen senderismo con regularidad, disponer de un par bastones provee una gran ayuda.

## Vida silvestre
Tanto la flora como la fauna son las típicas de los bosques esclerófilos de Chile central, destacándose en el caso de los 

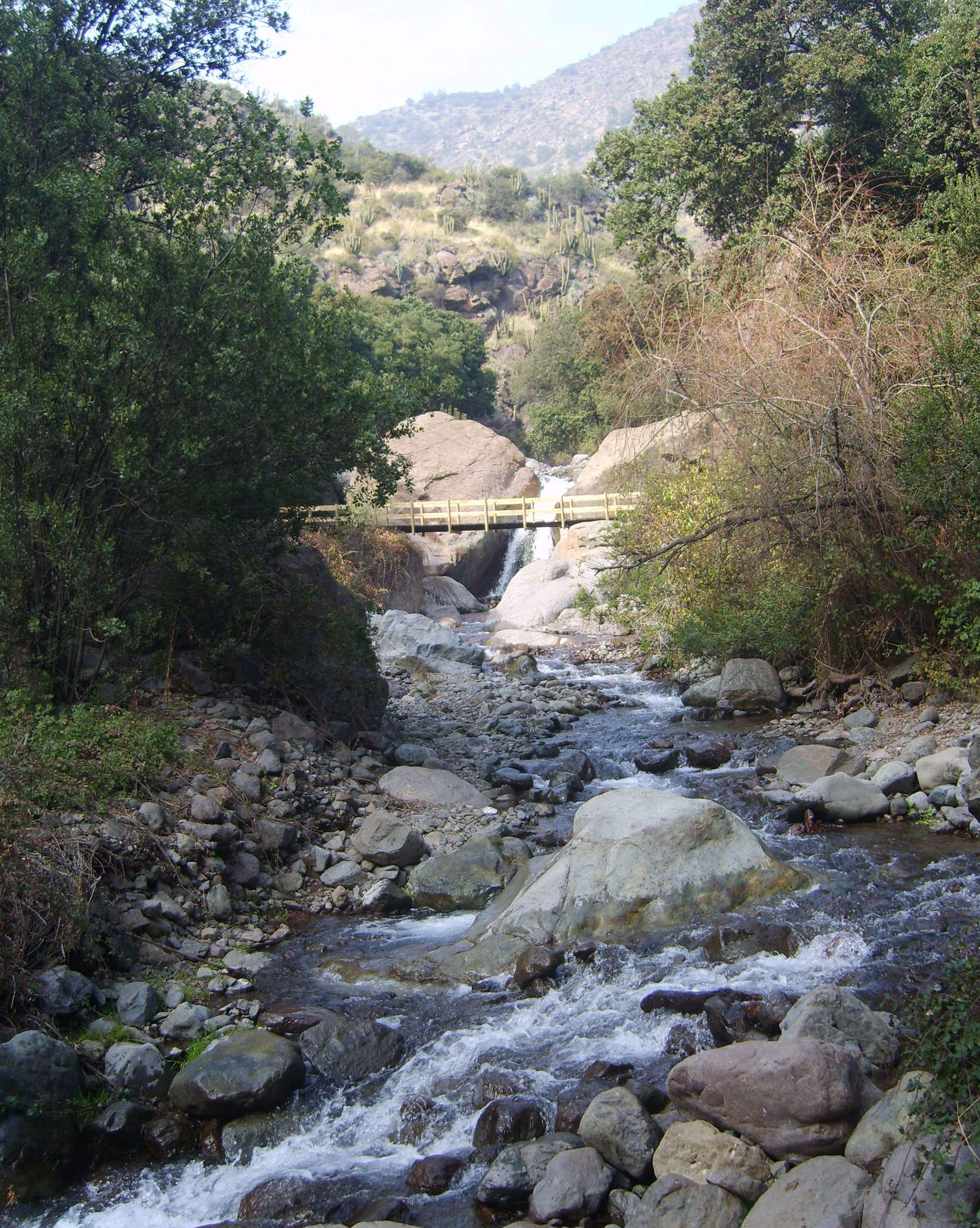
Vista del estero de Ramón, en la zona del salto del peumo.
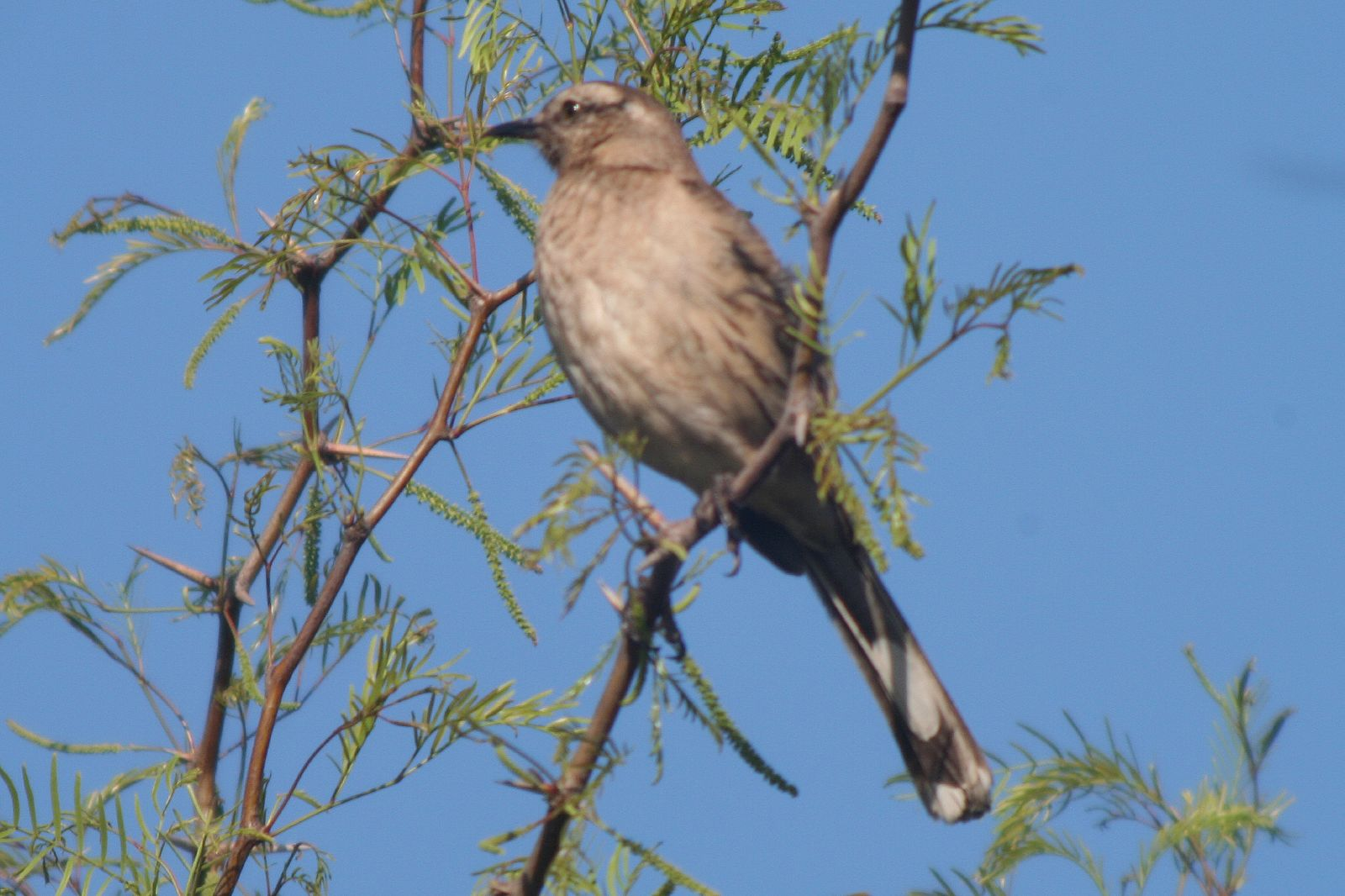
Tenca.
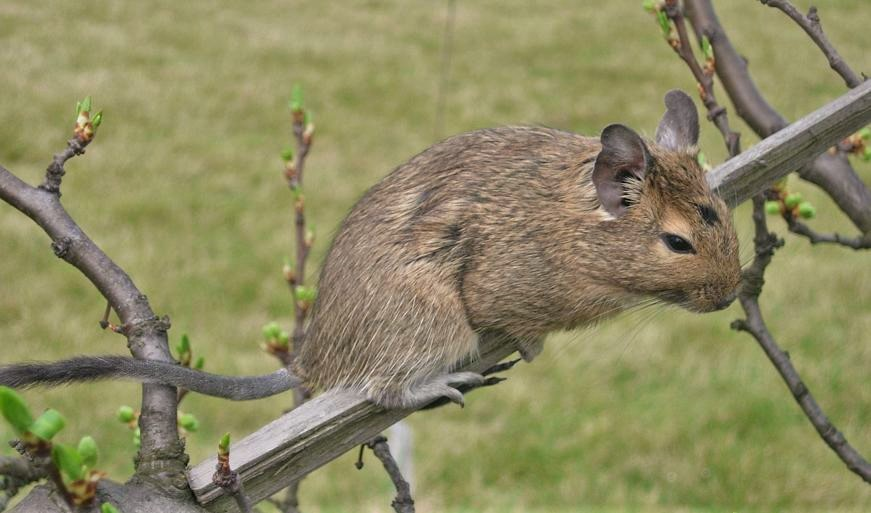
Degú, roedor endémico de Chile
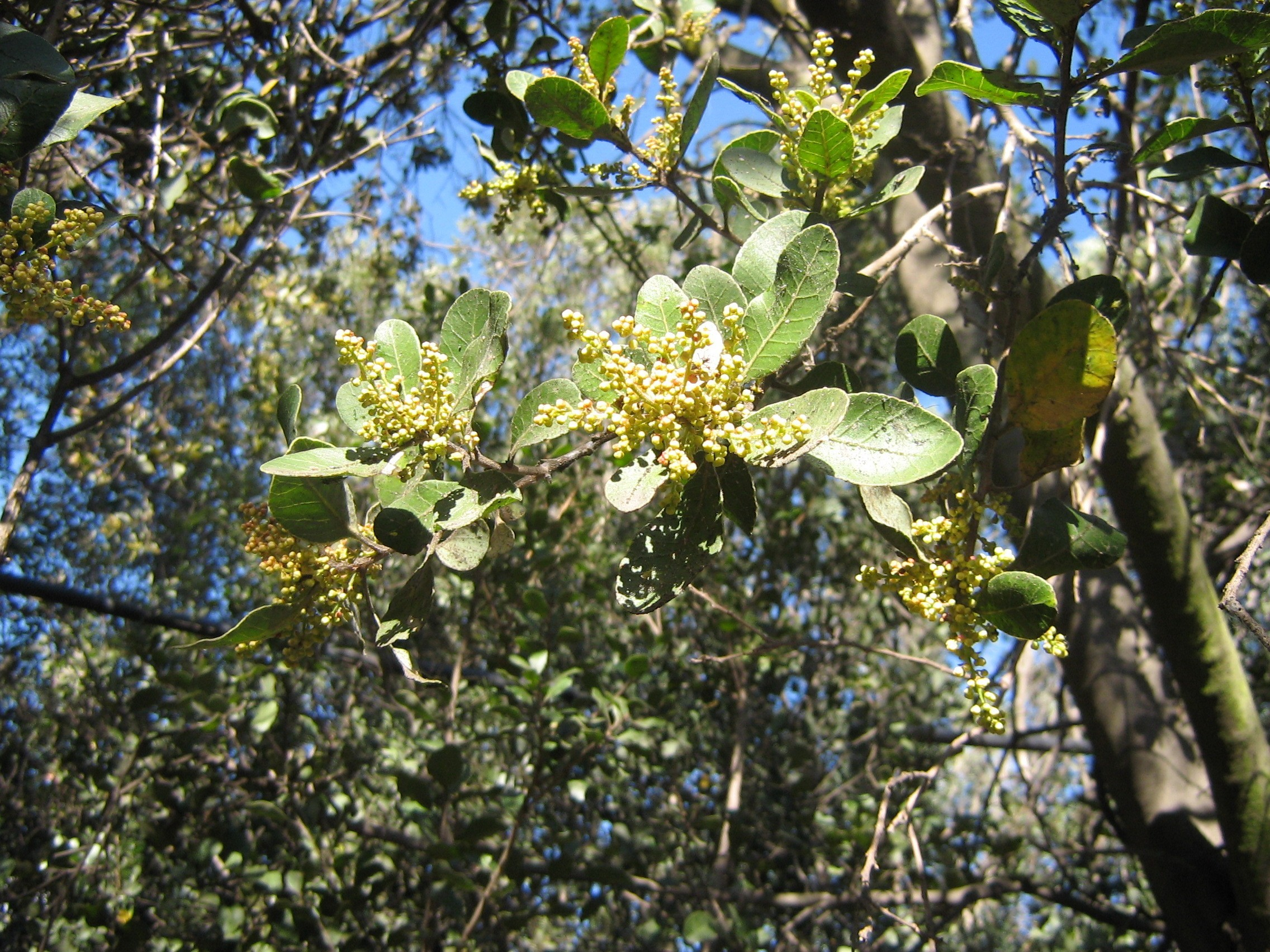
Litre

## Vías de accesos
Se puede acceder directamente a través de las Avenidas Álvaro Casanova y Onofre Jarpa. 
Existe transporte público, correspondientes a buses de la Unidad de negocio 4:
- D15

Este recorrido deja en la entrada principal del Parque, el cual pasa por las estaciones de Metro Estación Plaza Egaña y Estación Simón Bolívar de la Línea 4 del Metro de Santiago
También, se puede tomar el metro hasta estación Príncipe de Gales, luego tomar la micro 412 o D18 y bajarse en la intersección de Príncipe de Gales con Valenzuela Llanos. Luego se camina por Onofre Jarpa hasta el final de la calle y se encuentra la entrada del parque natural.